# ألبرت كوهن
ألبرت كوهن (بالفرنسية: Albert Cohen) (و. 1895 – 1981 م) هو كاتب، وشاعر، وكاتب مسرحي، من سويسرا، ولد في كورفو، توفي في جنيف، عن عمر يناهز 86 عاماً، بسبب ذات الرئة.

## التعليم
تعلم في Lycée Thiers ‏.

## جوائز
حصل على جوائز منها:
- الجائزة الكبرى للرواية من الأكادمية الفرنسية، عن عمل: Belle du Seigneur [الإنجليزية]‏ (1968).[8]

## وصلات خارجية
- ألبرت كوهن على موقع IMDb (الإنجليزية)
- ألبرت كوهن على موقع الموسوعة البريطانية (الإنجليزية)
- ألبرت كوهن على موقع ألو سيني (الفرنسية)
- ألبرت كوهن على موقع ديسكوغز (الإنجليزية)
- ألبرت كوهن على موقع قاعدة بيانات الفيلم (الإنجليزية)